# Waxiella vuilleti
Waxiella vuilleti är en insektsart som först beskrevs av Élie Marchal 1909.  Waxiella vuilleti ingår i släktet Waxiella och familjen skålsköldlöss. Inga underarter finns listade i Catalogue of Life.